# ピアノソナタWoO51 (ベートーヴェン)
ピアノソナタ ハ長調 WoO51 は、ルートヴィヒ・ヴァン・ベートーヴェンが作曲した未完成のピアノソナタ。作曲者の死後に書類の束の中から発見され、彼がボンを発つ前に書かれた作品であると考えられている。出版は1830年にフランクフルトのF・P・ドゥンストから、WoO38、WoO39のピアノ三重奏曲とともにエレオノーレ・フォン・ブロイニングへの献辞を付けて出版された。

## 概要
ベートーヴェンが本作を手掛けたのは1790年から1791年頃であったと考えられている。これは、1796年にエレオノーレ・フォン・ブロイニングに宛てた手紙の中で、彼が以前に約束していたあるピアノソナタが彼女のもとへ送られる予定である旨が告げられていることを根拠としている。この手紙がウィーンから差し出されたものか、もしくはベートーヴェンがまだボンにいた時期に出されたものかという点で意見の相違があり、年代の確定に混乱を生じている。近年の研究によると、本作には3つの選帝侯ソナタと様式的な共通点があるとされる。
アレグザンダー・ウィーロック・セイヤーは、本作は1796年までに3つの楽章を備えたピアノソナタとして完成されたものの、ベートーヴェンが没した際に遺された草稿には完全な第1楽章と第2楽章の一部しか含まれていなかったのだと考えている。1830年の出版に際して、第2楽章を完成させるためにフェルディナント・リースが11小節を書き足している。

## 楽曲構成
出版された本作は2つの楽章を有しており、演奏時間は約7分。

### 第1楽章
Allegro 4/4拍子 ハ長調
第1主題の提示によって開始する（譜例1）。続く経過は三連符の動きが中心となる。
譜例1
第2主題ではこれまでに出てきていた三連符が活用される（譜例2）。
譜例2
提示部を反復して展開となる。第1主題を中心とした展開が行われ、再現部へ至る。両主題の再現を終えるとそのまま楽章は閉じられる。

### 第2楽章
Adagio 3/4拍子 ヘ長調
ドルチェの主題により幕を開ける（譜例3）。
譜例3
続いて譜例4のニ短調の主題が対比される。
譜例4
譜例3が装飾を交えて再現され、譜例4へと接続される。曲は譜例4を奏し終えて完結する形に整えられている。

## 関連文献
- Cooper, Barry (2000). Beethoven. United States: Oxford University Press. ISBN 0191592706